# Jennifer Walcott
Pour les articles homonymes, voir Walcott.
Kimberley Stanfield Dalene Kurtis
Jennifer Walcott, née le 8 mai 1977 à Youngstown dans l'Ohio, est un modèle de charme et une actrice américaine.

## Biographie
Elle a posé pour le magazine Playboy en tant que playmate (« Miss août 2001 »).

## Apparitions dans les numéros spéciaux dePlayboy
- Playboy's Nude Playmates avril 2002 - pages 88-91.
- Playboy's Book of Lingerie vol.86, juillet 2002.
- Playboy's Playmate Review vol.18, aout 2002 - pages 56-61.
- Playboy's Playmates in Bed vol.6, décembre 2002 - couverture, pages 1, 4-9.
- Playboy's Barefoot Beauties vol.4, janvier 2003.
- Playboy's Book of Lingerie vol.89, janvier 2003.
- Playboy's Nude Playmates avril 2003 - couverture, pages 1-7, 42-47.
- Playboy's Book of Lingerie vol.92, juillet 2003.
- Playboy's Nudes septembre 2003.
- Playboy's Playmates in Bed vol.7, novembre 2003 - pages 38-43.
- Playboy's Book of Lingerie vol.95, janvier 2004 - couverture, pages 1, 32-35, 56-57.
- Playboy's Nude Playmates mars/avril 2006 - couverture, pages 1, 52-57.
- Playboy's Vixens août/septembre 2006 - pages 14-19.

## Filmographie

### Cinéma
- 2005 : American Pie : No Limit ! :  Laurie
- 2010 : Toxic
- 2011 : The Pool Boys : Caitlin Stenson